# Marie de Bagneux
Marie de Bagneux war ein französischer Hersteller von Automobilen.

## Unternehmensgeschichte
Das Unternehmen aus Bayeux begann 1907 mit der Produktion von Automobilen. Der Markenname lautete Marie de Bagneux oder Marie. Im gleichen Jahr endete die Produktion bereits wieder.

## Fahrzeuge
Im Angebot standen Voiturettes. Dabei handelte es sich um Dreiräder, bei denen sich das einzelne Rad hinten befand. Die offene Karosserie bot Platz für eine Person. Das Leergewicht war mit 100 kg angegeben. Für den Antrieb sorgte ein De-Dion-Bouton-Einzylindermotor. Zur Wahl standen Motoren mit 1,25 PS Leistung und mit 1,75 PS Leistung. Die Motorleistung wurde mittels Riemen übertragen.